# Ammothella gibraltarensis
Ammothella gibraltarensis är en havsspindelart som beskrevs av Munilla, T. 1993. Ammothella gibraltarensis ingår i släktet Ammothella och familjen Ammotheidae. Inga underarter finns listade i Catalogue of Life.